# Iván Pérez (Squashspieler)
Iván Pérez Saavedra (* 17. Dezember 2000 in Teneriffa) ist ein spanischer Squashspieler.

## Karriere
Iván Pérez begann seine professionelle Karriere im Jahr 2019 und gewann bislang sechs Titel auf der PSA World Tour. Seine höchste Platzierung in der Weltrangliste erreichte er mit Rang 82 am 17. Oktober 2022. Für die spanische Nationalmannschaft debütierte er bei den Europameisterschaften 2022. 2024 stand er im spanischen Aufgebot bei der Weltmeisterschaft. Bei den spanischen Meisterschaften erreichte er 2020 und 2022 das Halbfinale.

## Erfolge
- Gewonnene PSA-Titel: 6